# Wu Liangyong
Wu Liangyong en chino 吴良镛, (Nankín, 7 de mayo de 1922) es un arquitecto y urbanista chino. Fue profesor de urbanismo, arquitectura y diseño. En la preparación para los Juegos Olímpicos de Verano de 2008 en Beijing, dirigió el equipo que estudió los edificios de los juegos. Se le considera el arquitecto y urbanista más influyente de China.

## Trayectoria
Wu nació en Nankín el 7 de mayo de 1922. En 1944 obtuvo una licenciatura en arquitectura en la Universidad Nacional Central (Universidad de Nankín ) en Chongqing, y una maestría en la Academia Americana de Arte de Guangxi. También estudió en la Cranbrook Academy of Art en Estados Unidos. Junto con el profesor Liang Sicheng, fundó la Facultad de Arquitectura de la Universidad de Tsinghua en 1946, donde se centró en la planificación urbana, la arquitectura y el diseño. En total enseñó cincuenta años en la Universidad de Tsinghua.
Junto a su profesorado, Wu desempeñó distintas funciones administrativas. Fue vicepresidente de la Unión Internacional de Arquitectos y de la Sociedad de Arquitectura de China. Además, fue presidente de la Sociedad Mundial para la Ciencia de los Asentamientos Humanos y de la Sociedad de Planificación Urbana de China.
Su desarrollo del Ju'er Hutong en Beijing se considera un caso ejemplar del estado de la técnica aplicada a la construcción de viviendas. Además, desarrolló la nueva biblioteca de Beijing y la ampliación de la Plaza de Tiananmen, y reconstruyó Guilin y la Academia Central de Arte y Diseño del Instituto Confucio. En el proyecto de los Juegos Olímpicos de Verano de 2008 en Beijing, Wu dirigió el equipo que estudió los edificios del proyecto olímpico de los juegos.
Wu recibió varios premios. Fue el primero en ganar el Premio al Progreso Científico y Tecnológico de la Comisión Estatal de Educación. En 1993 ganó un Premio Mundial del Hábitat de las Naciones Unidas por su contribución al proyecto de construcción de viviendas de Ju'er Hutong en Beijing. En 1995 ganó el premio Ho Leung Ho Lee y en 1996 el premio de educación arquitectónica de la Unión Internacional de Arquitectos (UIA). Wu fue honrado con el Premio Príncipe Claus de los Países Bajos en 2002. El jurado elogió su trabajo arquitectónico, así como su compilación de una enciclopedia de diez volúmenes de arquitecturas regionales de todo el mundo.
Wu es autor de numerosas publicaciones sobre arquitectura y planeamiento urbano.

## Publicaciones Seleccionadas
- Rehabilitación de la ciudad vieja de Beijing: un proyecto en el barrio Ju'er Hutong por Liangyong Wu, una obra publicada entre 1999 y 2014 en inglés. La publicación relata la Rehabilitación de la Ciudad Vieja de Beijing, el diseño y planificación de las zonas residenciales chinas, desde el análisis de la historia urbana, la conservación del patrimonio arquitectónico y urbano, y la planificación.
- 2002 UIA carta de Beijing: el futuro de la arquitectura = 国际建协《北京宪章》: 建筑学的未来 /[7]